# Parlamentswahl in der Ukraine 2014
- OB: 29
- Starke Ukraine: 1
- Unabh.: 96
- Vakant: 26
- Wolja: 1
- AVV: 19
- SH: 33
- Zastup: 1
- BPP: 132
- VF: 82
- RP: 22
- „Swo“: 6
- Prawyj Sektor: 1
- Sonst.: 1

Die siebte Wahl zum Ukrainischen Parlament nach der Unabhängigkeit der Ukraine fand am 26. Oktober 2014 statt, nachdem der ukrainische Präsident Petro Poroschenko per Dekret das ukrainische Parlament aufgelöst hatte, um den Weg zu seiner vorgezogenen Neuwahl freizumachen. Die übliche Legislaturperiode dauert in der Ukraine fünf Jahre, nach der Parlamentswahl in der Ukraine 2012 wäre also 2017 der reguläre Wahltermin gewesen.

## Ausgangslage
2012 fand die letzte Wahl des Parlaments statt. Nach zahlreichen, das Land weit verändernden Ereignissen wie dem Euromaidan und dem Sturz von Präsident Janukowytsch, der Annexion der Krim durch Russland sowie dem Krieg im Donbas stand das Land 2014 vor einer politisch völlig anderen Ausgangslage als zur Wahl 2012.
Am Abend des 25. August 2014 löste der erst im Mai 2014 gewählte ukrainische Präsident Petro Poroschenko per Dekret vorzeitig das Parlament auf, um vorgezogene Neuwahlen als Teil seines Friedensplans zu ermöglichen. Bereits zu seinem Amtsantritt im Juni 2014 hatte dieser angekündigt, Parlamentsneuwahlen anzustreben, die nach ukrainischem Recht innerhalb von 60 Tagen erfolgen müssen. Die Neuwahl war, einem Sprecher des Präsidenten nach, für den 26. Oktober 2014 vorgesehen.

Logo der Werchowna Rada, des Parlaments der Ukraine

Unklar war zunächst, ob die Kommunistische Partei erneut antreten kann. Parlamentspräsident Oleksandr Turtschynow hatte die Fraktion der KP aufgelöst, da sie die Separatisten in der Ostukraine unterstütze. Es liegt ein Verbotsantrag gegen die KP vor.
Am 14. September verkündete die Partei der Regionen (PR), dass sie nicht an den Wahlen teilnehmen wolle. Grund dafür sei, dass es vielen Menschen in der Ostukraine nicht möglich sei zu wählen und damit die Legitimität der Wahl eingeschränkt sei. Viele Politiker der PR sind aber auf der Liste des Oppositionsblockes angetreten. Außerdem sind Kandidaten der PR in den Wahlkreisen angetreten.

## Wahlsystem
Das Wahlsystem bleibt im Vergleich zur Wahl 2012 im Wesentlichen unverändert. Es gilt weiterhin ein Grabenwahlrecht: Das zukünftige Parlament wird aus 450 Abgeordneten bestehen. Von diesen wird die Hälfte (225) über landesweite Parteilisten gewählt, wobei eine Fünf-Prozent-Hürde gilt. Die andere Hälfte (225) wird in Einer-Wahlkreisen bestimmt, wobei in einem Wahlgang die relative Mehrheit für den Sieg reicht.
Auf Grund der 'vorübergehenden Besetzung des Gebiets' konnten die Wahlen nicht in den zehn Wahlkreisen auf der Krim, den zwei in Sewastopol, und wegen der Durchführung der „Anti-Terror-Operation“ nicht in neun der 21 Wahlkreise in der Oblast Donezk und in sechs von elf Stimmkreisen in der Oblast Luhansk stattfinden. Diese Sitze werden im neuen Parlament damit nicht besetzt.

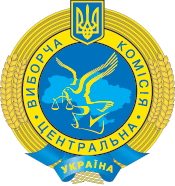
Logo der Zentralen Wahlkommission

## Organisation
Für die Organisation und Durchführung der Wahl ist die Zentrale Wahlkommission der Ukraine, eine Körperschaft des öffentlichen Rechts im Rahmen der Verfassung der Ukraine, zuständig.
Laut der Zentralen Wahlkommission der Ukraine sind für die Durchführung der Wahl Kosten in Höhe von einer Milliarde ₴ (entspricht 72.200.000 $) geplant.

## Registrierte Parteien und Kandidaten
Am 26. September 2014 schloss die Zentrale Wahlkommission der Ukraine die Registrierung der landesweiten Parteilisten ab. Es ließen sich insgesamt 29 Parteien zur Wahlteilnahme registrieren.
Die Registrierung der Kandidaten in den 225 Wahlkreisen wurde am 1. Oktober 2014 durch die Zentrale Wahlkommission abgeschlossen. Es nehmen insgesamt 3.468 Kandidaten an der Wahl teil, von denen 1381 von den Parteien nominiert wurden, 2087 sind unabhängige Kandidaten.

## Wahlbeobachtung
Das OSZE-Büro für demokratische Institutionen und Menschenrechte (ODIHR) eröffnete am 19. September 2014, auf Einladung des ukrainischen Außenministeriums, formell eine Wahlbeobachtungsmission. Die von der italienischen Abgeordneten Tana De Zulueta geleitete Mission besteht aus 16 Experten in Kiew sowie 80 Langzeitbeobachtern im ganzen Land. Zusätzlich sollen 600 Kurzzeitbeobachter eingesetzt werden.

## Die wichtigsten Parteien

### Block Petro Poroschenko
Der Block Petro Poroschenko ging aus der Partei „Solidarität“, die 2001 von Poroschenko gegründet und seither geführt wurde, hervor. Allerdings führte diese Gruppierung bis 2014 ein Schattendasein, beteiligte sich kaum an Wahlen oder unterstützte andere Parteien. Erst nach der Maidan-Revolution und der Wahl Poroschenkos zum Präsidenten wurde sie faktisch wiederbelebt. Da sie allerdings nur über unzureichende Strukturen verfügte, verbündete sie sich mit der Partei UDAR des Kiewer Bürgermeisters Vitali Klitschko, der Poroschenko bereits bei der Präsidentschaftswahl unterstützt hatte. Klitschko wurde Spitzenkandidat; andere UDAR-Politiker kandidierten ebenfalls auf der BPP-Liste. Dafür wurde die Solidarität in Block Petro Poroschenko umbenannt und die UDAR trat nicht als eigenständige Kraft an. Listenzweiter ist der Parteivorsitzende des BPP, Jurij Luzenko, ehemaliger Innenminister als Mitglied der Vaterlandspartei und unter Janukowytsch jahrelang inhaftiert. Auf Platz drei folgt Olha Bohomolez, eine Ärztin und ehemalige Kiewer Stadträtin, die während der Majdan-Proteste zahlreiche Verletzte behandelt hat und bei der Präsidentschaftswahl auf 1,91 % der Stimmen kam. Platz vier wird von Wolodymyr Hrojsman belegt, der stellvertretender Ministerpräsident ist und als solcher im Juli 2014 kurzzeitig die Regierung geführt hatte. Für den fünften Platz wurde Mustafa Dschemilew nominiert, der bis 2013 den Medschlis des Krimtatarischen Volkes geführt hatte und nach der Annexion der Halbinsel die Krim verlassen hat.
Die Partei tritt für eine Annäherung an die Europäische Union und eine friedliche Lösung des Donbass-Konflikts ein.

### Radikale Partei Oleh Ljaschkos
Die Radikale Partei Oleh Ljaschkos wurde 2010 gegründet und wird seit 2011 von Oleh Ljaschko, einem ehemaligen Mitglied der Vaterlandspartei, geführt. Bei der Wahl von 2012 erreichte sie lediglich 1,08 %. Ljaschko und seine Partei werden als rechtspopulistisch eingestuft. Die Radikale Partei tritt für einen entschlosseneren Kampf gegen die Separatisten ein und fordert die Verdrängung der Oligarchen aus der ukrainischen Politik. Ljaschko erhielt bei der Präsidentschaftswahl im Mai 2014 8,32 % der Stimmen. Spitzenkandidat bei der Wahl ist Ljaschko selbst, zweiter der Liste ist das Mitglied des Kiewer Stadtrates und Parteivize Andrij Losowoj. Listenvierte ist die Popsängerin Zlata Ohnjewitsch.
Die Partei tritt für eine Annäherung an die Europäische Union ein.

### All-Ukrainische Union „Vaterland“
Die Vaterlandspartei wird von Julija Tymoschenko geführt, ehemalige Ministerpräsidentin und lange Zeit die prominenteste Politikerin der Opposition. Die Partei existiert seit 1999 und wurde seither einige Male umbenannt und umgeformt; die Führung Tymoschenkos blieb aber auch während deren Haft bestehen. Die Partei zählt zu den bedeutendsten prowestlichen und europafreundlichen Kräften. Tymoschenko konnte als Präsidentschaftskandidatin im Mai 2014 12,81 % erzielen.
Spitzenkandidatin ist die in Russland zum Zeitpunkt der Wahl inhaftierte Kampfpilotin Nadija Sawtschenko, diese wurde erst im Mai 2016 von Russland freigelassen, Tymoschenko kandidiert auf dem zweiten Rang. Auf Rang drei folgt Ihor Luzenko, ein Majdan-Aktivist, der im Januar kurzzeitig entführt worden war.
Die Partei tritt für ein gewaltsames Bekämpfen der prorussischen Separatisten ein.

### Volksfront
Die Volksfront wurde erst im März 2014 gegründet. Ihre Bildung wurde durch Arsenij Jazenjuk, seit dem Sturz von Janukowytsch Ministerpräsident und Oleksandr Turtschynow, seit dem Umsturz Parlamentspräsident und zeitweise kommissarisches Staatsoberhaupt, initiiert. Beide waren führende Mitglieder der Vaterlandspartei, überwarfen sich aber mit Tymoschenko nach deren Entlassung aus der Haft und bildeten mit anderen Parteifreunden die Volksfront. Die Partei verfolgt ebenfalls einen nach Westen orientierten Kurs. Vorsitzender und Spitzenkandidat ist Jazenjuk, Tutschynow kandidiert auf Platz drei. Den zweiten Listenplatz nimmt Tetjana Tschornowol ein, eine Journalistin, Majdan-Aktivistin und aktuelle Vorsitzende des Anti-Korruptions-Ausschusses. Auf Platz vier wurde Andrij Parubij nominiert, der von Februar bis August 2014 den Nationalen Sicherheits- und Verteidigungsrat geleitet hatte. Auf dem sechsten Rang kandidiert Arsen Awakow, der amtierende Innenminister.
Die Partei tritt für eine Annäherung an die Europäische Union ein. Sie hat sich für ein gewaltsames Bekämpfen der prorussischen Separatisten geäußert, hat in dieser Frage aber keine eindeutige Position.

### Bürgerliche Position
Die Partei wurde 2005 als „Mächtige Ukraine“ gegründet. 2010 erfolgte die Umbenennung zusammen mit der Wahl von Anatolij Hryzenko, der von 2005 bis 2007 Verteidigungsminister unter anderem unter der Ministerpräsidentin Tymoschenko war. Bei der Parlamentswahl 2012 war die Partei Teil eines Wahlbündnisses unter Führung der Vaterlandspartei. Hryzenko erhielt bei der Präsidentenwahl im Mai 2014 5,5 %. Auch die Bürgerliche Position zählt zum proeuropäischen Lager. Die Partei hat eine Listenverbindung mit der Demokratischen Allianz gebildet, eine christdemokratische Partei, die sich vor allem dem Kampf gegen die Korruption verschrieben hat. Ihr Vorsitzender Wassyl Hazko ist auf dem zweiten Listenplatz nominiert.
Die Partei tritt für eine Annäherung an die Europäische Union und ein gewaltsames Bekämpfen der prorussischen Separatisten ein.

### Selbsthilfe
Die Selbsthilfe (ukrainisch Samopomitsch) wurde 2012 von Andrij Sadowyj gegründet, der seit 2006 als Bürgermeister von Lemberg amtiert. Der Sitz der Partei befindet sich ebenfalls in Lemberg. Abgesehen von ihrer proeuropäischen Orientierung setzt sich die Partei auch für christlich-moralische Positionen ein. Die Liste wird von Hanna Hopko geführt, eine Journalistin und Umweltaktivistin. Auf Platz zwei findet man Semen Sementschenko, der als Gründer des Bataillon Donbas selbst im Osten gegen die Separatisten gekämpft hat. Sadowyj selbst kandidiert auf Platz 50 der Liste.

### Allukrainische Vereinigung „Swoboda“
Die „Swoboda“–Partei (zu Deutsch: Allukrainische Vereinigung „Freiheit“) zählt zu den umstrittensten Kräften, die im Zuge der Majdan-Revolution eine Rolle spielten. Als Gegner der Regierung von Wiktor Janukowytsch unterstützte sie die Demonstranten. Allerdings geht die Partei auf Kräfte zurück, die als nationalistisch, rechtsradikal oder sogar neofaschistisch und antisemitisch gelten, was sich unter anderem in der Benutzung von NS-Symbolen wie der Wolfsangel ausdrückte. Bei der Parlamentswahl 2012 erhielt sie mehr als 10 % der Stimmen; ihr Vorsitzender Oleh Tjahnybok erreichte bei der Präsidentschaftswahl vom Mai 2014 nur 1,16 %. Sie war Teil der Regierung unter Ministerpräsident Jazenjuk und stellte dort drei Minister. Den zweiten Listenplatz belegt Ruslan Koschulynskyj, stellvertretender Parlamentspräsident und den dritten Oleksandr Sytsch, der Vizeministerpräsident im Kabinett Jazenjuk war.
Die Partei tritt für ein gewaltsames Bekämpfen der prorussischen Separatisten ein.

### Rechter Sektor
Ebenfalls als Kraft am rechten Rand des politischen Spektrums gilt der Rechte Sektor. Er bildete sich während der Majdan-Proteste als Miliz, die den Schutz der Demonstranten für sich in Anspruch nahm und in Kämpfe mit den Sicherheitskräften der damaligen Regierung verwickelt war. Erst im Mai wurde er als politische Partei registriert. Anführer ist Dmytro Jarosch, der bei den Präsidentschaftswahlen lediglich 0,7 % erreichte. In den meisten Umfragen wird der Sektor zu den „Sonstigen“ gezählt; wenn nicht, bleibt der deutlich unter der Fünf-Prozent-Hürde. Als Spitzenkandidat hat der Rechte Sektor seinen Mitgründer Andrij Tarassenko nominiert; Jarosch tritt stattdessen als Direktkandidat im Wahlkreis Wassylkiwka in der Oblast Dnipropetrowsk an.

### Kommunistische Partei der Ukraine
Die Kommunistische Partei der Ukraine (KPU) ist die älteste Partei des Landes und sieht sich in der Tradition der KPdSU. Im August 1991 wurde die Partei verboten, 1993 wurde sie wiedergegründet. Seit ihrer Wiedergründung wird sie von ihrem Ersten Sekretär Petro Symonenko geführt, der auch Spitzenkandidat vor dem Listenzweiten Adam Martynjuk ist. Die Kommunistische Partei vertritt die klassischen Positionen des Marxismus-Leninismus und gilt darüber hinaus als Russland-freundlich. Seit der Majdan-Revolution wird sie beschuldigt, die Separatisten auf der Krim und im Donbass zu unterstützen und sieht sich mit einem Verbotsverfahren und mit Repressionen konfrontiert. Bei der Parlamentswahl 2012 kam sie auf 13,18 %, Symonenko bekam als Präsidentschaftskandidat 2014 1,51 %. Ihr erneuter Einzug ins Parlament ist ungewiss.

### Starke Ukraine
Diese Partei wurde 1999 gegründet und erlebte einige Umbenennungen. Seit 2009 ist ihr Vorsitzender Serhij Tihipko, der als Banker zu Reichtum gelang. Zwischen 2012 und 2014 war sie Teil der Partei der Regionen. Nachdem die PR ihm die Präsidentschaftskandidatur verweigert hatte, spaltete sich Tihipko mit seiner alten Partei wieder ab. Vor 2014 galten Tihipko und seine Gefolgschaft als prorussisch und skeptisch gegenüber einer zu großen Annäherung an den Westen. Allerdings hat seither auch Tihipko gegen den Separatismus der prorussischen Kämpfer sein Wort erhoben. Seine Partei gilt aber weiterhin als Vertreterin der Ostukraine und der Russischsprachigen. Sie hat Funktionäre der PR in ihren Reihen aufgenommen. Bei den Präsidentschaftswahlen erhielt Tihipko 5,23 %.
Nach Tihipko kandidiert auf dem zweiten Listenplatz Walerij Choroschkowskyj, ein Geschäftsmann, der zu den reichsten Menschen der Ukraine zählt und bereits Finanz- und Wirtschaftsminister sowie Geheimdienstchef war.
Die Partei tritt für eine friedliche Lösung des Donbass-Konflikts ein.

### Oppositionsblock
Die Gründung des Oppositionsblocks erfolgte faktisch erst im September 2014 als Listenverbindung verschiedener kleinerer Parteien. Ursprünglich sollte die Partei der Regionen (PR) wichtigste Kraft innerhalb des Blockes werden. Die Parteiführung entschied sich aber für einen Wahlboykott. Allerdings treten viele führende Politiker der PR auf der Liste des Oppositionblocks an. Die teilnehmenden Kräfte verbindet ihre EU-skeptische und prorussische Haltung. Vorsitzender und Spitzenkandidat ist Jurij Bojko, ehemaliger Vizeministerpräsident und Energieminister von der PR. Nach seinem Parteiausschluss trat er bei den Präsidentschaftswahlen 2014 an und erhielt 0,19 %. Auf Platz zwei wurde Oleksandr Wilkul, ebenfalls ehemaliger stellvertretender Ministerpräsident, nominiert. Auf Platz drei der Liste kandidiert Mychajlo Dobkin, der als offizieller Kandidat der PR bei der letzten Präsidentschaftswahl antrat und 3,03 % erhielt.
Die Partei tritt für eine friedliche Lösung des Donbass-Konflikts ein.

## Wahlbeteiligung

Wahlbeteiligung um 20:00 Uhr

Wahlbeteiligung nach Oblast in %
| Oblast                   | 12:00 Uhr | 16:00 Uhr | 20:00 Uhr |
| ------------------------ | --------- | --------- | --------- |
| Autonome Republik Krim 1 | –         | –         | –         |
| Oblast Winnyzja          | 20,78     | 44,83     | 58,95     |
| Oblast Wolyn             | 23,16     | 49,94     | 66,11     |
| Oblast Dnipropetrowsk    | 19,98     | 37,73     | 47,10     |
| Oblast Donezk 2          | 14,28     | 25,96     | 34,78     |
| Oblast Schytomyr         | 22,80     | 45,21     | 58,32     |
| Oblast Transkarpatien    | 12,94     | 33,67     | 43,32     |
| Oblast Saporischschja    | 21,50     | 38,29     | 46,41     |
| Oblast Iwano-Frankiwsk   | 19,40     | 48,12     | 66,47     |
| Oblast Kiew              | 24,01     | 45,21     | 58,45     |
| Oblast Kirowohrad        | 26,25     | 44,50     | 50,75     |
| Oblast Luhansk 2         | 15,79     | 28,47     | 32,87     |
| Oblast Lwiw              | 19,65     | 49,78     | 71,21     |
| Oblast Mykolajiw         | 20,22     | 35,72     | 40,48     |
| Oblast Odessa            | 14,56     | 29,56     | 39,75     |
| Oblast Poltawa           | 22,71     | 43,53     | 56,09     |
| Oblast Riwne             | 21,17     | 46,62     | 59,82     |
| Oblast Sumy              | 23,68     | 44,34     | 48,51     |
| Oblast Ternopil          | 19,77     | 47,78     | 72,27     |
| Oblast Charkiw           | 18,56     | 35,61     | 44,94     |
| Oblast Cherson           | 19,58     | 34,31     | 42,72     |
| Oblast Chmelnyzkyj       | 23,98     | 47,84     | 60,87     |
| Oblast Tscherkassy       | 25,84     | 45,89     | 54,33     |
| Oblast Tscherniwzi       | 16,70     | 36,91     | 49,04     |
| Oblast Tschernihiw       | 22,68     | 44,65     | 54,85     |
| Stadt Kiew               | 21,33     | 42,26     | 57,32     |
| Stadt Sewastopol 1       | –         | –         | –         |
| Ukraine gesamt           | 20,33     | 40,77     | 53,27     |

## Ergebnis

### Erhaltene Listenmandate und Wahlkreismandate nach Parteien
Stand: 8. November 2014, 11:34:54 Uhr OEZ nach 100,00 % der ausgezählten Stimmen.
Die Parteien, die die 5-Prozent-Hürde überwunden haben, sind farbig hinterlegt.

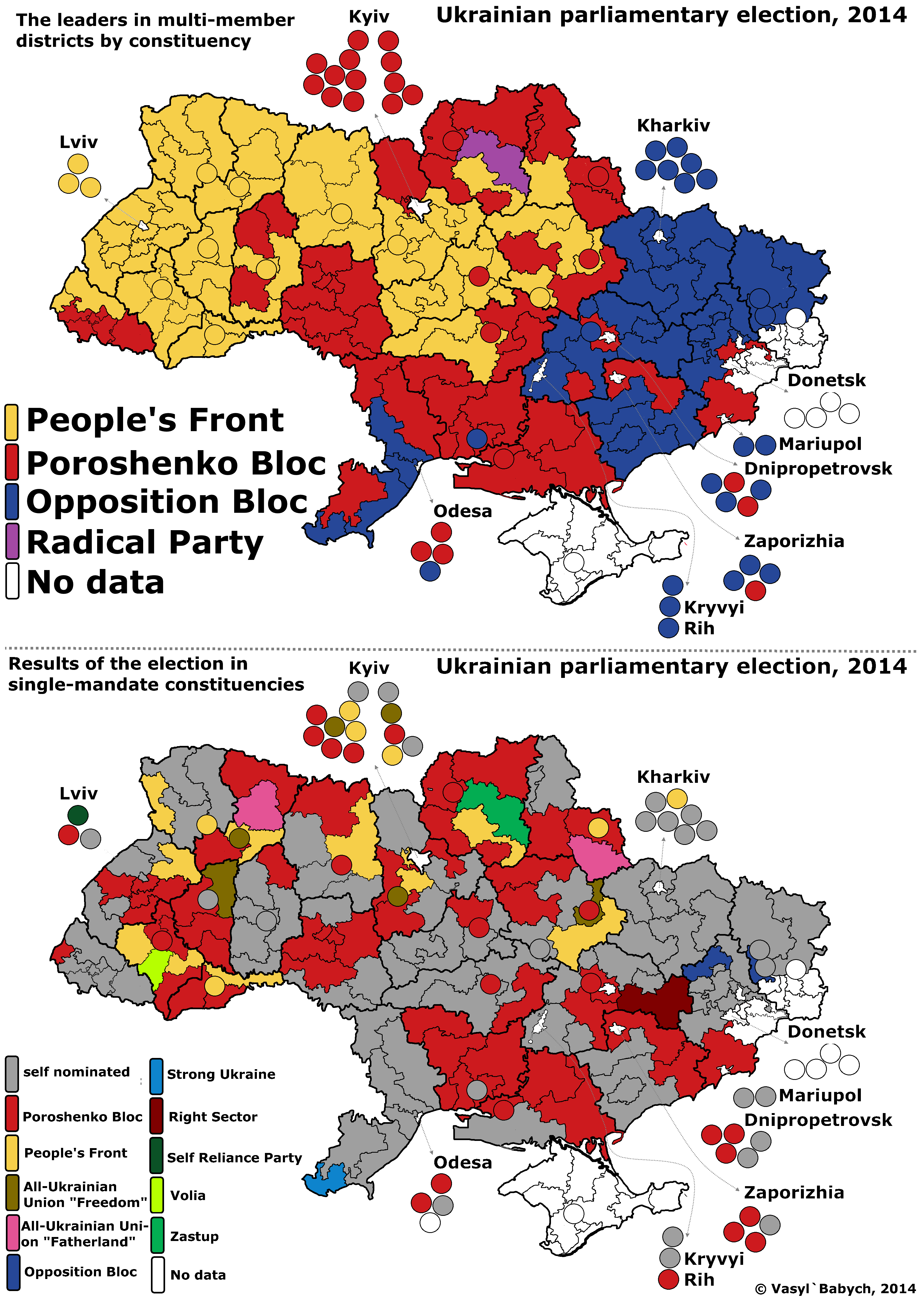
Ergebnisse nach Regionen (Mehrheit der Listenstimmen oben, Sieger in den Wahlkreisen unten)

| Partei | Listenstimmen | Stimmenanteil | Listenmandate | Wahlkreismandate | Gesamtsitze |
| --- | ------------- | ------------- | ------------- | ---------------- | ----------- |
| Volksfront (Narodnyj front) | 3.487.766     | 22,14         | 58            | 18               | 76          |
| Block Petro Poroschenko (Blok Petra Poroschenka)                                                                                    | 3.437.078     | 21,81         | 58            | 69               | 127         |
| Vereinigung „Selbsthilfe“ (Objednannja «Samopomitsch»)                                                                              | 1.729.131     | 10,97         | 33            | 1                | 34          |
| Oppositionsblock (Oposyzijnyj blok)                                                                                                 | 1.486.195     | 9,43          | 30            | 2                | 32          |
| Radikale Partei Oleh Ljaschkos (Radykalna Partija Oleha Ljaschka)                                                                   | 1.173.060     | 7,44          | 25            | 0                | 25          |
| Allukrainische Vereinigung „Vaterland“ (Wseukrajinske objednannja «Batkiwschtschyna»)                                               | 894.757       | 5,68          | 21            | 2                | 23          |
| Allukrainische Vereinigung „Freiheit“ (Wseukrajinske objednannja «Swoboda»)                                                         | 741.968       | 4,71          | –             | 6                | 6           |
| Kommunistische Partei der Ukraine (Komunistytschna partija Ukrajiny)                                                                | 611.901       | 3,88          | –             | –                | –           |
| Starke Ukraine (Sylna Ukrajina) | 491.448       | 3,11          | –             | 1                | 1           |
| Bürgerliche Position (Anatolij Hryzenko) (Hromadjanska posyzija (Anatolij Hryzenko))                                                | 489.493       | 3,10          | –             | –                | –           |
| Allukrainische agrarische Vereinigung „Spaten“ (Wseukrajinske ahrarne objednannja «Sastup»)                                         | 418.271       | 2,65          | –             | 1                | 1           |
| Rechter Sektor (Prawyj sektor) | 284.936       | 1,80          | –             | 1                | 1           |
| Solidarität der Frauen der Ukraine (Solidarnist schinok Ukrajiny)                                                                   | 105.088       | 0,66          | –             | –                | –           |
| Politische Partei 5.10 (Politytschna Partija «5.10»)                                                                                | 67.116        | 0,42          | –             | –                | –           |
| Internetpartei der Ukraine (Internet partija Ukrajiny)                                                                              | 58.195        | 0,36          | –             | –                | –           |
| Partei der Grünen der Ukraine (Partija Selenych Ukrajiny)                                                                           | 39.634        | 0,25          | –             | –                | –           |
| Ukrainische Partei „Grüner Planet“ (Ukrajinska partija «Selena planeta»)                                                            | 37.724        | 0,23          | –             | –                | –           |
| Wiedererwachen (Widrodschennja) | 31.198        | 0,19          | –             | –                | –           |
| Einiges Land (Jedyna Krajina) | 28.141        | 0,17          | –             | –                | –           |
| Allukrainische politische Vereinigung „Ukraine – Einiges Land“ (Wseukrajinske politytschne objednannja «Ukrajina — jedyna krajina») | 19.836        | 0,12          | –             | –                | –           |
| Neue Politik (Nowa polityka) | 19.222        | 0,12          | –             | –                | –           |
| Kraft des Volkes (Syla Ljudej) | 17.816        | 0,11          | –             | –                | –           |
| Ukraine der Zukunft (Ukrajina majbutnjoho)                                                                                          | 14.166        | 0,08          | –             | –                | –           |
| Stärke und Ehre (Syla i Tschest) | 13.548        | 0,08          | –             | –                | –           |
| Bürgerbewegung der Ukraine (Hromadjanskyj ruch Ukrajiny)                                                                            | 13 000        | 0,08          | –             | –                | –           |
| Block der Linken Kräfte der Ukraine (Blok liwych syl Ukrajiny)                                                                      | 12.498        | 0,07          | –             | –                | –           |
| Nationaldemokratische Partei der Ukraine (Nazionalna Demokratytschna partija Ukrajiny)                                              | 11.825        | 0,07          | –             | –                | –           |
| Kongress Ukrainischer Nationalisten (Konhres ukrajinskych nazionalistiw)                                                            | 8.976         | 0,05          | –             | –                | –           |
| Liberale Partei der Ukraine (Liberalna partija Ukrajiny)                                                                            | 8.522         | 0,05          | –             | –                | –           |
| Wille (Wolja) | –             | –             | –             | 1                | 1           |
| Unabhängige | –             | –             | –             | 96               | 96          |
| vakant | –             | –             | –             | 27               | 27          |
| Gesamt (Wahlbeteiligung 53,27 %) |               | 100,00 %      | 225           | 225              | 450         |

### Wahlkreissitze nach Oblasten
| Oblast                 | Oblast                 | Partei                  | Partei     | Partei     | Partei           | Partei      | Partei        | Partei         | Partei   | Partei         | Partei  | Unabhängige | vakant | Gesamtsitze |
| Oblast                 | Oblast                 | Block Petro Poroschenko | Volksfront | „Freiheit“ | Oppositionsblock | „Vaterland“ | „Selbsthilfe“ | Starke Ukraine | „Spaten“ | Rechter Sektor | „Wille“ | Unabhängige | vakant | Gesamtsitze |
| Charkiw                | Charkiw                | –                       | 1          | –          | –                | –           | –             | –              | –        | –              | –       | 13          | –      | 14          |
| Cherson                | Cherson                | 4                       | –          | –          | –                | –           | –             | –              | –        | –              | –       | 1           | –      | 5           |
| Chmelnyzkyj            | Chmelnyzkyj            | 1                       | –          | –          | –                | –           | –             | –              | –        | –              | –       | 6           | –      | 7           |
| Dnipropetrowsk         | Dnipropetrowsk         | 7                       | –          | –          | –                | –           | –             | –              | –        | 1              | –       | 9           | –      | 17          |
| Donezk                 | Donezk                 | 1                       | –          | –          | 1                | –           | –             | –              | –        | –              | –       | 10          | 9      | 21          |
| Iwano-Frankiwsk        | Iwano-Frankiwsk        | 4                       | 2          | –          | –                | –           | –             | –              | –        | –              | 1       | –           | –      | 7           |
| Kiew (Stadt)           | Kiew (Stadt)           | 5                       | 3          | 2          | –                | –           | –             | –              | –        | –              | –       | 3           | –      | 13          |
| Oblast Kiew            | Oblast Kiew            | 3                       | 2          | 1          | –                | –           | –             | –              | –        | –              | –       | 3           | –      | 9           |
| Kirowohrad             | Kirowohrad             | 2                       | –          | –          | –                | –           | –             | –              | –        | –              | –       | 3           | –      | 5           |
| Autonome Republik Krim | Autonome Republik Krim | –                       | –          | –          | –                | –           | –             | –              | –        | –              | –       | –           | 10     | 10          |
| Luhansk                | Luhansk                | –                       | –          | –          | 1                | –           | –             | –              | –        | –              | –       | 4           | 6      | 11          |
| Lwiw                   | Lwiw                   | 5                       | 1          | –          | –                | –           | 1             | –              | –        | –              | –       | 5           | –      | 12          |
| Mykolajiw              | Mykolajiw              | 5                       | –          | –          | –                | –           | –             | –              | –        | –              | –       | 1           | –      | 6           |
| Odessa                 | Odessa                 | 2                       | –          | –          | –                | –           | –             | 1              | –        | –              | –       | 8           | –      | 11          |
| Poltawa                | Poltawa                | 3                       | 1          | 1          | –                | –           | –             | –              | –        | –              | –       | 3           | –      | 8           |
| Riwne                  | Riwne                  | 2                       | 1          | 1          | –                | 1           | –             | –              | –        | –              | –       | –           | –      | 5           |
| Saporischschja         | Saporischschja         | 4                       | –          | –          | –                | –           | –             | –              | –        | –              | –       | 5           | –      | 9           |
| Schytomyr              | Schytomyr              | 2                       | 1          | –          | –                | –           | –             | –              | –        | –              | –       | 3           | –      | 6           |
| Sewastopol (Stadt)     | Sewastopol (Stadt)     | –                       | –          | –          | –                | –           | –             | –              | –        | –              | –       | –           | 2      | 2           |
| Sumy                   | Sumy                   | 2                       | 1          | –          | –                | 1           | –             | –              | –        | –              | –       | 2           | –      | 6           |
| Ternopil               | Ternopil               | 3                       | –          | 1          | –                | –           | –             | –              | –        | –              | –       | 1           | –      | 5           |
| Transkarpatien         | Transkarpatien         | 1                       | –          | –          | –                | –           | –             | –              | –        | –              | –       | 5           | –      | 6           |
| Tscherkassy            | Tscherkassy            | 2                       | –          | –          | –                | –           | –             | –              | –        | –              | –       | 5           | –      | 7           |
| Tschernihiw            | Tschernihiw            | 4                       | 1          | –          | –                | –           | –             | –              | 1        | –              | –       | –           | –      | 6           |
| Tscherniwzi            | Tscherniwzi            | 2                       | 2          | –          | –                | –           | –             | –              | –        | –              | –       | –           | –      | 4           |
| Winnyzja               | Winnyzja               | 5                       | –          | –          | –                | –           | –             | –              | –        | –              | –       | 3           | –      | 8           |
| Wolyn                  | Wolyn                  | –                       | 2          | –          | –                | –           | –             | –              | –        | –              | –       | 3           | –      | 5           |
| Gesamt                 | Gesamt                 | 69                      | 18         | 6          | 2                | 2           | 1             | 1              | 1        | 1              | 1       | 96          | 27     | 225         |
| ---------------------- | ---------------------- | ----------------------- | ---------- | ---------- | ---------------- | ----------- | ------------- | -------------- | -------- | -------------- | ------- | ----------- | ------ | ----------- |
| Nachweis               |                        |                         |            |            |                  |             |               |                |          |                |         |             |        |             |

Ministerpräsident Jazenjuk hat am 30. Oktober 2014 das Amt des neuen Ministerpräsidenten als Anführer der stärksten Partei für sich beansprucht und lud als Vorsitzender der Volksfront, neben dem BPP drei weitere im zukünftigen Parlament vertretene Parteien zu Sondierungsgesprächen für eine Koalition ein: Die neue Vereinigung „Selbsthilfe“, Julija Tymoschenko's „Vaterland“-Partei und die Radikale Partei Oleh Ljaschkos.
 Am 21. November stellten die fünf proeuropäischen Parteien (BPP, Volksfront, Radikale Partei Oleh Ljaschkos, Vaterland und Selbsthilfe) einen Koalitionsvertrag vor. Am 27. November wurde die neue Regierung von der Rada bestätigt; Jazenjuk wurde wieder zum Ministerpräsidenten gewählt.

## Reaktionen
Russland erklärte, die Wahl habe noch nicht im gesamten Territorium der Ukraine stattgefunden und kündigte an, die Ergebnisse einer separaten Abstimmung in den umkämpften östlichen Gebieten Donezk und Luhansk anerkennen zu wollen.
Deutschland und die Vereinigten Staaten gratulierten der Ukraine und hoben hervor, dass die Wahlen weitgehend friedlich abliefen.
Polen und Litauen betonten, dass sich die Ukrainer für den „europäischen Weg“ entschieden hätten.
Der den Nationalismus im Post-Sowjetischen Raum beobachtende Historiker Andreas Umland bemerkte in seiner Analyse, dass nach einer Zählung des führenden Rechtsextremismusforschers Wjatscheslaw Lichatschow die Ultranationalisten im neu gewählten Parlament noch etwa einen Drittel ihrer Sitze im Vergleich zur Vorlegislaturperiode halten konnten.

## Umfragen

### Umfragen vor der Wahl
Die Zahlen der führenden Partei werden fett dargestellt. Zahlen von Parteien, die die 5-Prozent-Hürde überwinden werden farbig hinterlegt.
|                        | Partei             | Block Petro Poroschenko | Radikale Partei | Vaterland          | Bürgerliche Position | Starke Ukraine | Volksfront       | Swoboda        | KPU             | Oppositionsblock | Selbsthilfe | sonstige |
|                        | Spitzenkandidat    | Vitali Klitschko        | Oleh Ljaschko   | Nadija Sawtschenko | Anatolij Hryzenko    | Serhij Tihipko | Arsenij Jazenjuk | Oleh Tjahnybok | Petro Symonenko | Jurij Bojko      | Hanna Hopko |          |
| ---------------------- | ------------------ | ----------------------- | --------------- | ------------------ | -------------------- | -------------- | ---------------- | -------------- | --------------- | ---------------- | ----------- | -------- |
| Institut               | Datum              |                         |                 |                    |                      |                |                  |                |                 |                  |             |          |
| Soziale Forschung/UISR | 23. Oktober 2014   | 27,2                    | 12,5            | 8,2                | 3,6                  | 4,2            | 13,9             | 4,9            | 3,3             | 8,2              | 7,2         | 6.8      |
| NAPS                   | 22. Oktober 2014   | 23,2                    | 10,3            | 8,1                | 4,4                  | 4,1            | 14,9             | 5,4            | 4,9             | 8,8              | 8,5         | 7.7      |
| Institut Gorshenin     | 22. Oktober 2014   | 31,2                    | 9,5             | 13,4               | 7,0                  | 5,2            | 10,2             | 3,9            | 2,7             | 6,3              | 6,8         | 3.7      |
| Демініціативи          | 22. Oktober 2014   | 30,1                    | 12,6            | 6,9                | 4,8                  | 5,5            | 10,0             | 2,9            | 4,1             | 5,3              | 8,5         | 5,4      |
| KIIS                   | 22. Oktober 2014   | 30,4                    | 12,9            | 7,5                | 4,8                  | 5,6            | 10,8             | 3,1            | 4,1             | 5,9              | 8,5         | 2,5      |
| Aktiv-Gruppe           | 20. Oktober 2014   | 37,3                    | 8,8             | 9,6                | 5,6                  | 4,2            | 8,8              | 4,1            | 2,0             | 2,2              | 6,1         | 11,3     |
| Fama                   | 18. Oktober 2014   | 33,4                    | 8,4             | 9,3                | 9,9                  | 4,5            | 12,2             | 4,5            | 2,7             | 3,7              | 8,1         | 3,4      |
| SocIntel               | 17. Oktober 2014   | 32,9                    | 8,8             | 8,2                | 7,3                  | 4,3            | 8,6              | 6,1            | 3,4             | 5,4              | 6,2         | 8,8      |
| TSY Sofia              | 16. Oktober 2014   | 32,2                    | 10,9            | 6,8                | 5,5                  | 4,6            | 9,8              | 5,3            | 3,4             | 7,4              | 6,5         | 7,6      |
| BSPR                   | 16. Oktober 2014   | 24,2                    | 8,5             | 12,7               | -                    | 4.5            | 5,1              | 3,9            | 3,5             | 7,6              | 3,7         |          |
| VSS                    | 15. Oktober 2014   | 24,1                    | 14,4            | 10,2               | 6,0                  | 6,1            | 11,6             | 4,0            | 5,4             | -                | 6,6         | 11,6     |
| Soziale Forschung      | 15. Oktober 2014   | 35,1                    | 11,3            | 6,6                | 4,1                  | 5,1            | 9,1              | 6,3            | 3,8             | 6,5              | 5,5         | 6,6      |
| PCA                    | 13. Oktober 2014   | 32,0                    | 13,6            | 9,6                | 7,5                  | 7,4            | 6,9              | 6,3            | 6,8             | 2,3              | 3,0         | 4,6      |
| Bewertung              | 13. Oktober 2014   | 33,5                    | 12,8            | 6,9                | 4,6                  | 7,8            | 8,9              | 4,0            | 4,5             | 5,1              | 5,4         | 6,5      |
| Soziale Forschung      | 9. Oktober 2014    | 39,8                    | 11,2            | 5,9                | 5,2                  | 5,1            | 10,4             | 5,2            | 3,7             | 4,9              | 4,4         | 4,2      |
| Bewertung+             | 3. Oktober 2014    | 41,0                    | 12,3            | 7,1                | 7,2                  | 5,0            | 7,4              | 4,5            | 3,9             | 3,6              | 3,9         | 4,1      |
| BCC                    | 1. Oktober 2014    | 38,3                    | 11,8            | 11,1               | 6,3                  | 4,5            | 6,3              | 8,9            | 2,3             | 1,7              | 3,1         | 5,7      |
| KIIS                   | 29. September 2014 | 43,8                    | 10,4            | 7,8                | 6,9                  | 5,2            | 5,8              | 4,7            | 4,5             | 4,6              | 2,6         | 3,7      |
| KIIS                   | 26. September 2014 | 44,2                    | 9,2             | 8,2                | 6,8                  | 4,2            | 5,8              | 4,9            | 4,5             | 3,3              | 2,5         | 6,4      |
| ISPP                   | 25. September 2014 | 36,1                    | 12,7            | 7,9                | 7,4                  | 6,3            | 8,1              | 4,6            | 4,2             | 3,0              | 3,0         | 6,7      |
| Aktive Gruppe          | 24. September 2014 | 40,8                    | 11,7            | 6,3                | 8,2                  | 4,7            | 6,6              | 4              | 2,9             | 3,2              | 4,3         | 7,3      |
| SOCIS                  | 15. September 2014 | 45,7                    | 13,7            | 8,1                | 8,1                  | 4,4            | 5,6              | 4,5            | 2,9             | 1,9              | 2,0         | 5,1      |
| GfK Ukraine            | 4. September 2014  | 28,3                    | 17,9            | 16,7               | 8,9                  | 7,7            | -                | 5,1            | 3,8             | 3,8              | 1,7         | 5,9      |
| USS Research           | 5. September 2014  | 24,2                    | 18,4            | 14,2               | 4,4                  | 4,2            | 6,0              | 4,2            | 5,1             | 8,0              |             | 6,2      |
| КIІS                   | 2. September 2014  | 37,1                    | 13,1            | 6,1                | 9,7                  | 7,8            | 6,4              | 4,4            | 4,6             | 4,5              | 2,9         | 6,3      |

### Umfragen nach Schließung der Wahllokale
| Partei                  | Stimmenanteil % (lt. fakty.ictv.ua) | Stimmenanteil % (lt. zn.ua) | Stimmenanteil % (lt. ukrainischen Instituten) | Stimmenanteil % (lt. Inter TV) |
| ----------------------- | ----------------------------------- | --------------------------- | --------------------------------------------- | ------------------------------ |
| Block Petro Poroschenko | 24,3                                | 22,2                        | 23,0                                          | 23,1                           |
| Volksfront              | 21,8                                | 21,8                        | 21,3                                          | 19,7                           |
| Selbsthilfe             | 12,5                                | 14,2                        | 13,2                                          | 11,0                           |
| Radikale Partei         | 7,1                                 | 6,4                         | 6,4                                           | 6,6                            |
| Oppositionsblock        | 6,6                                 | 7,8                         | 7,6                                           | 9,9                            |
| Swoboda                 | 6,3                                 | 5,8                         | 6,3                                           | 5,8                            |
| Vaterland               | 6,0                                 | 5,6                         | 5,6                                           | 5,7                            |
| Bürgerliche Position    | 3,0                                 | 3,2                         | 3,5                                           | –                              |
| KPU                     | 2,6                                 | 2,9                         | 2,9                                           | –                              |
| Starke Ukraine          | 2,4                                 | 2,7                         | 2,6                                           | –                              |